# Dorimargus antoniae
Dorimargus antoniae är en insektsart som beskrevs av Melichar 1912. Dorimargus antoniae ingår i släktet Dorimargus och familjen Dictyopharidae. Inga underarter finns listade i Catalogue of Life.